# Тур Гваделупы 2024
73-й выпуск Тура Гваделупы — шоссейной многодневной велогонки по дорогам Франции. Гонка прошла с 23 августа по 1 сентября 2024 года в рамках Европейского тура UCI 2024. Победителем стал колумбийский велогонщик Кевин Кастилло.

## Участники
В гонке приняло участие 24 команды.
| UCI Continental Teams (3)- Team Ecoflo Chronos - Philippe Wagner-Bazin - Team Sistecrédito Национальная команда- Martinique Любительские, клубные или региональные команды (20)- Uni Sport Lamentinois - Team Madras Cycling - Team VCC Capesterre-Belle-Eau - Vendée U Pays de la Loire - Convergence SC Abymienne Propreté 2000 - Charvieu-Chavagneux IC - Jeunesse Cycliste des Abymes - Embrace The World Cycling - Guidon Sprinter Canalien Cycling Team - Espoir du Sud - USR Vélo Sotranfamat - Vélo Club Saintannais - Velo d'Or du Centre et de la Caraïbe - Excelsior - Rayon d'Argent - Pédale du Centre - Union Vélocipédique du Nord - ASC Karak - Gwada Bikers 118 - CCD Carène Cycling |
| |

## Маршрут
Мршрут гонки состоял из пролога и 9 этапов.
| Этап   | Дата   | Маршрут                        | type      | Длина (км) | Победитель          | Лидер генеральной классификации |
| ------ | ------ | ------------------------------ | --------- | ---------- | ------------------- | ------------------------------- |
| Пролог | 24 авг | Бас-Тер – Бас-Тер              | пролог    | 3,2        | Уилсон Пенья Молано | Уилсон Пенья Молано             |
| 1      | 24 авг | Le Gosier – Le Gosier          | равнинный | 158        | Quentin Bezza       | Quentin Bezza                   |
| 2      | 25 авг | Ле-Муль – Bouillante           | холмистый | 151,5      | Sam Maisonobe       | Sam Maisonobe                   |
| 3      | 26 авг | Бе Мао – Пуэнт-а-Питр          | равнинный | 162        | Каден Хопкинс       | Sam Maisonobe                   |
| 4      | 27 авг | Анс-Бертран – Капестерр-Бель-О | холмистый | 145,5      | Кевин Кастилло      | Sam Maisonobe                   |
| 5      | 28 авг | Гурбер – Лез-Абим              | холмистый | 158,9      | Quentin Bezza       | Кевин Кастилло                  |
| 6      | 29 авг | Goyave – Pointe-Noire          | горный    | 157,3      | Sebastián Castaño   | Кевин Кастилло                  |
| 7      | 30 авг | Morne-à-l'Eau – Petit-Canal    | равнинный | 159,9      | Juan Diego Hoyos    | Кевин Кастилло                  |
| 8      | 31 авг | Ламентин – Sainte-Rose         | горный    | 141,6      | Sam Maisonobe       | Кевин Кастилло                  |
| 9      | 1 сен  | Пуэнт-а-Питр – Бе Мао          | равнинный | 153,6      | Каден Хопкинс       | Кевин Кастилло                  |

## Ход гонки
Уилсон Пенья (Team Sistecrédito) выиграл, который проходил в Бас-Терре на дистанции 3,2 километра. Ле Коломбьен опередил Кадена Хопкинса (Vendée U) и его товарища по команде Себастьяна Кастано. Уилсон Пена становится первым лидером в общем зачете этого выпуска.
Квентин Безза (Philippe Wagner/Bazin) выиграл первый этап велотура по Гваделупе, который проходил вокруг Ле Гозье на дистанции 158 километров, финишировав в одиночестве. Он опередил Филиппа Жакоба и Жерома Готье (Ecoflo Chronos). Квентин Безза, таким образом, становится новым лидером генеральной классификации.
Сэм Мезонобе (Vendée U) одержал единоличную победу на втором этапе велотура по Гваделупе, проехав 151,5 километра между Ле Мидьоном и Буйонте. Он опередил Дэмиена Урселя (VCC Capesterre-Belle-Eau) и Акселя Тайландье (Madras Cycling). Сэм Мейзонобе становится новым лидером общего зачета.
Каден Хопкинс (Vendée U) выиграл в масс-спринте третий этап гонки, протяженностью 162 километра между Бэ-Мао и Пуэнт-а-Питр. Чемпион Бермудских островов на мгновение опередил Лайонела Мини и Жюля Ланклюма (Jeunesse Cycliste des Abymes). Сэм Мейзоноб (Vendée U) сохраняет желтую майку лидера.
Кевин Кастильо (Team Sistecrédito) одержал победу на четвертом велотура по Гваделупе, который проходил на дистанции 145,5 км между Анс-Бертраном и Капестер-Бель-О. Колумбиец опередил двух своих товарищей по команде Себастьяна Кастано и Уилсона Пенью. Сэм Мейзоноб (Vendée U) сохраняет желтую майку лидера.
Квентин Безза (Philippe Wagner/Bazin) выиграл пятый этап велогонки, который проходил между Гурбейром и Лез-Абимом на дистанции 158,9 километра. Он опередил Лорис Косс (Charvieu-Chavagneux IC) и Филиппа Жакоба (Ecoflo Chronos). Кевин Кастильо (Team Sistecrédito) становится новым лидером в общем зачете.
Себастьян Кастано (Team Sistecrédito) выиграл шестой этап Международного велотура по Гваделупе, протяженностью 157,3 км между Гуавой и Пуэнт-Нуар. Он идет рука об руку со своим товарищем по команде Кевином Кастильо. Сэм Мейзоноб (Vendée U) завершает подиум.
Кевин Кастильо остается лидером в общем зачете.
Хуан Диего Ойос (Team Sistecrédito) выиграл седьмой этап велогонки, протяженностью 159,9 км между Морн-а-ля-О и Пти-Каналом. Колумбиец опередил Поля Эрваса (Team Madras Cycling) и Лорис Косс (Charvieu-Chavagneux IC). Его товарищ по команде Кевин Кастильо сохраняет желтую майку лидера.
Сэм Мейзонобе (Vendée U) одержал победу на восьмом этапе, который проходил на дистанции 141,6 км между Ламентином и Сент-Розом. Колумбийцы Кевин Кастильо и Себастьян Кастано, занявшие первое и второе места на трассе, были дисквалифицированы за спринт, который судейская коллегия сочла нерегулярным. Кевин Кастильо (Team Sistecrédito) сохраняет желтую майку лидера.
Каден Хопкинс (Vendée U) одержал победу в масс-спринте на девятом и последнем этапе велотура по Гваделупе протяженностью 153,6 км между Пуэнт-а-Питром и Бэ-Мао (Жарри). Чемпион Бермудских островов опередил Энрико Даэя (Philippe Wagner/Bazin) и Филги Палмиста (CSCA Чистота 2000). Кевин Кастильо (Team Sistecrédito) выигрывает в общем зачете. Колумбиец сменил Бенджамина Ле Нью-Йорка (US Lamentin) в зачете гонки.

## Лидеры классификаций
| Этап   |           | Победитель _        | Генеральная классификация _ |
| ------ | --------- | ------------------- | --------------------------- |
| Пролог | пролог    | Уилсон Пенья Молано | Уилсон Пенья Молано         |
| 1      | равнинный | Quentin Bezza       | Quentin Bezza               |
| 2      | холмистый | Sam Maisonobe       | Sam Maisonobe               |
| 3      | равнинный | Каден Хопкинс       | Sam Maisonobe               |
| 4      | холмистый | Кевин Кастилло      | Sam Maisonobe               |
| 5      | холмистый | Quentin Bezza       | Кевин Кастилло              |
| 6      | горный    | Sebastián Castaño   | Кевин Кастилло              |
| 7      | равнинный | Juan Diego Hoyos    | Кевин Кастилло              |
| 8      | горный    | Sam Maisonobe       | Кевин Кастилло              |
| 9      | равнинный | Каден Хопкинс       | Кевин Кастилло              |
| Итог   | Итог      |                     | Кевин Кастилло              |

## Итоговое положение
| \| Генеральная классификация \| Генеральная классификация \| Генеральная классификация \| Генеральная классификация \| Генеральная классификация \| \| Гонщик \| Гонщик \| Команда \| Время \| \| \| ------------------------- \| ------------------------- \| ------------------------- \| ------------------------- \| ------------------------- \| \| 1-й \| Кевин Кастилло \| Team Sistecrédito \| 32ч 44' 33 \| \| \| 2-й \| Sebastián Castaño \| Team Sistecrédito \| + 1' 31 \| \| \| 3-й \| Sam Maisonobe \| Vendée U Pays de la Loire \| + 2' 04 \| \| |                   |                           |            |
| |                   |                           |            |
| Источник: ProCyclingStats |                   |                           |            |
| Генеральная классификация |                   |                           |            |
| Гонщик | Гонщик            | Команда                   | Время      |
| 1-й | Кевин Кастилло    | Team Sistecrédito         | 32ч 44' 33 |
| 2-й | Sebastián Castaño | Team Sistecrédito         | + 1' 31    |
| 3-й | Sam Maisonobe     | Vendée U Pays de la Loire | + 2' 04    |

| Очковая классификация | Очковая классификация | Очковая классификация       | Очковая классификация | Очковая классификация |
| Гонщик                | Гонщик                | Команда                     | Очки                  |                       |
| --------------------- | --------------------- | --------------------------- | --------------------- | --------------------- |
| 1-й                   | Каден Хопкинс         | Vendée U Pays de la Loire   | 155 очков             |                       |
| 2-й                   | Кевин Кастилло        | Team Sistecrédito           | 99 очков              |                       |
| 3-й                   | Sam Maisonobe         | Vendée U Pays de la Loire   | 93 очков              |                       |
| 4-й                   | Quentin Bezza         | Philippe Wagner-Bazin       | 90 очков              |                       |
| 5-й                   | Damien Urcel          |                             | 87 очков              |                       |
| 6-й                   | Sebastián Castaño     | Team Sistecrédito           | 84 очков              |                       |
| 7-й                   | Juan Diego Hoyos      | Team Sistecrédito           | 78 очков              |                       |
| 8-й                   | Loris Coss            | Vélo Club de Vaulx-en-Velin | 75 очков              |                       |
| 9-й                   | Philippe Jacob        | Team Ecoflo Chronos         | 67 очков              |                       |
| 10-й                  | Enrico Dhaeye         | Philippe Wagner-Bazin       | 65 очков              |                       |

| Очковая классификация | Очковая классификация | Очковая классификация       | Очковая классификация | Очковая классификация |
| Гонщик                | Гонщик                | Команда                     | Очки                  |                       |
| --------------------- | --------------------- | --------------------------- | --------------------- | --------------------- |
| 1-й                   | Каден Хопкинс         | Vendée U Pays de la Loire   | 155 очков             |                       |
| 2-й                   | Кевин Кастилло        | Team Sistecrédito           | 99 очков              |                       |
| 3-й                   | Sam Maisonobe         | Vendée U Pays de la Loire   | 93 очков              |                       |
| 4-й                   | Quentin Bezza         | Philippe Wagner-Bazin       | 90 очков              |                       |
| 5-й                   | Damien Urcel          |                             | 87 очков              |                       |
| 6-й                   | Sebastián Castaño     | Team Sistecrédito           | 84 очков              |                       |
| 7-й                   | Juan Diego Hoyos      | Team Sistecrédito           | 78 очков              |                       |
| 8-й                   | Loris Coss            | Vélo Club de Vaulx-en-Velin | 75 очков              |                       |
| 9-й                   | Philippe Jacob        | Team Ecoflo Chronos         | 67 очков              |                       |
| 10-й                  | Enrico Dhaeye         | Philippe Wagner-Bazin       | 65 очков              |                       |

| Горная классификация | Горная классификация | Горная классификация      | Горная классификация | Горная классификация |
| Гонщик               | Гонщик               | Команда                   | Очки                 |                      |
| -------------------- | -------------------- | ------------------------- | -------------------- | -------------------- |
| 1-й                  | Sebastián Castaño    | Team Sistecrédito         | 46 очков             |                      |
| 2-й                  | Кевин Кастилло       | Team Sistecrédito         | 29 очков             |                      |
| 3-й                  | Штефан Беннетт       |                           | 27 очков             |                      |
| 4-й                  | Sam Maisonobe        | Vendée U Pays de la Loire | 24 очков             |                      |
| 5-й                  | Damien Urcel         |                           | 21 очков             |                      |
| 6-й                  | Jeremy Deloumeaux    |                           | 16 очков             |                      |
| 7-й                  | Romain Arcangeli     |                           | 16 очков             |                      |
| 8-й                  | Yeison Reyes         | Team Sistecrédito         | 15 очков             |                      |
| 9-й                  | Adam Mitchell        |                           | 15 очков             |                      |
| 10-й                 | Meving Gene          |                           | 15 очков             |                      |

| Горная классификация | Горная классификация | Горная классификация      | Горная классификация | Горная классификация |
| Гонщик               | Гонщик               | Команда                   | Очки                 |                      |
| -------------------- | -------------------- | ------------------------- | -------------------- | -------------------- |
| 1-й                  | Sebastián Castaño    | Team Sistecrédito         | 46 очков             |                      |
| 2-й                  | Кевин Кастилло       | Team Sistecrédito         | 29 очков             |                      |
| 3-й                  | Штефан Беннетт       |                           | 27 очков             |                      |
| 4-й                  | Sam Maisonobe        | Vendée U Pays de la Loire | 24 очков             |                      |
| 5-й                  | Damien Urcel         |                           | 21 очков             |                      |
| 6-й                  | Jeremy Deloumeaux    |                           | 16 очков             |                      |
| 7-й                  | Romain Arcangeli     |                           | 16 очков             |                      |
| 8-й                  | Yeison Reyes         | Team Sistecrédito         | 15 очков             |                      |
| 9-й                  | Adam Mitchell        |                           | 15 очков             |                      |
| 10-й                 | Meving Gene          |                           | 15 очков             |                      |

| Молодёжная классификация | Молодёжная классификация | Молодёжная классификация  | Молодёжная классификация | Молодёжная классификация |
| Гонщик                   | Гонщик                   | Команда                   | Время                    |                          |
| ------------------------ | ------------------------ | ------------------------- | ------------------------ | ------------------------ |
| 1-й                      | Sam Maisonobe            | Vendée U Pays de la Loire | 32ч 46' 37               |                          |
| 2-й                      | Adam Mitchell            |                           | + 8' 16                  |                          |
| 3-й                      | Tony Chris Vanony        |                           | + 30' 19                 |                          |
| 4-й                      | Jose Misael Urian        | Team Sistecrédito         | + 1ч 02' 46              |                          |
| 5-й                      | Philippe Jacob           | Team Ecoflo Chronos       | + 1ч 05' 51              |                          |
| 6-й                      | Félix Hamel              | Team Ecoflo Chronos       | + 1ч 16' 42              |                          |
| 7-й                      | Emmanuel Moisan          |                           | + 1ч 23' 50              |                          |
| 8-й                      | Jérôme Gauthier          |                           | + 1ч 41' 53              |                          |
| 9-й                      | Swann Guefveneu          |                           | + 1ч 46' 05              |                          |
| 10-й                     | Yonis Peres              |                           | + 1ч 50' 24              |                          |

| Молодёжная классификация | Молодёжная классификация | Молодёжная классификация  | Молодёжная классификация | Молодёжная классификация |
| Гонщик                   | Гонщик                   | Команда                   | Время                    |                          |
| ------------------------ | ------------------------ | ------------------------- | ------------------------ | ------------------------ |
| 1-й                      | Sam Maisonobe            | Vendée U Pays de la Loire | 32ч 46' 37               |                          |
| 2-й                      | Adam Mitchell            |                           | + 8' 16                  |                          |
| 3-й                      | Tony Chris Vanony        |                           | + 30' 19                 |                          |
| 4-й                      | Jose Misael Urian        | Team Sistecrédito         | + 1ч 02' 46              |                          |
| 5-й                      | Philippe Jacob           | Team Ecoflo Chronos       | + 1ч 05' 51              |                          |
| 6-й                      | Félix Hamel              | Team Ecoflo Chronos       | + 1ч 16' 42              |                          |
| 7-й                      | Emmanuel Moisan          |                           | + 1ч 23' 50              |                          |
| 8-й                      | Jérôme Gauthier          |                           | + 1ч 41' 53              |                          |
| 9-й                      | Swann Guefveneu          |                           | + 1ч 46' 05              |                          |
| 10-й                     | Yonis Peres              |                           | + 1ч 50' 24              |                          |

| Командная классификация по времени | Командная классификация по времени | Командная классификация по времени | Командная классификация по времени |
| Команда                            | Команда                            | Время                              |                                    |
| ---------------------------------- | ---------------------------------- | ---------------------------------- | ---------------------------------- |

| Командная классификация по времени | Командная классификация по времени | Командная классификация по времени | Командная классификация по времени |
| Команда                            | Команда                            | Время                              |                                    |
| ---------------------------------- | ---------------------------------- | ---------------------------------- | ---------------------------------- |